# 利益区域
是2023年上映的历史劇情片，由美国、英国、波兰三国合拍，強納森·葛雷澤执导，改编自馬丁·艾米斯2014年出版的同名小说。影片于2021年至2022年间在波蘭奥斯威辛集中营拍摄，2023年5月19日在第76屆坎城影展首映，最终斩获评审团大奖和費比西獎。電影代表英國角逐第96屆奧斯卡金像獎最佳國際影片獎。最終獲頒最佳音效獎和最佳國際影片獎。

## 剧情梗慨
1943年，奥斯威辛集中营指挥官鲁道夫·霍斯（Rudolf Höss）与妻子海德薇（Hedwig）和5个孩子住在集中营旁的田园式住宅中。霍斯带孩子们去游泳和钓鱼，海德薇则花时间打理花园。仆人们负责打理家务。花园墙外，枪声、喊叫声、火车声和熔炉声不绝于耳。
霍斯批准了新火葬场的设计方案。霍斯注意到河里有人类遗骸。他把自己的孩子从水中带开，并给集中营的工作人员发了一张纸条，责备他们的粗心大意。镜头暗示霍斯在办公室与女囚犯发生了性关系。与此同时，一个年轻的波兰女孩每天晚上都偷偷溜出去，把食物藏在囚犯的工作地点。
霍斯收到消息，他被提升为所有集中营的副督察，必须搬到柏林附近的奥拉宁堡。他反对无果，便对海德薇隐瞒了几天。对住宅怀有深厚感情的海德薇求他说服上级让她和孩子们留下来。请求得到批准，霍斯自己前往柏林。海德薇的母亲前来探望，但看到晚上火葬场的火光和气味后感到恐惧，于是离开并留下了一张字条，海德薇在看完字条后愤怒地将其烧毁。
到达柏林几个月后，霍斯受命领导一项以他名字命名的行动，将70万匈牙利犹太人运往奥斯威辛集中营杀害。这使他得以搬回奥斯威辛集中营与家人团聚。他空闲时参加了一个庆祝行动的聚会，并在电话中向海德薇坦白，他在那里花了很多时间思考如何最有效地毒死房间里的人。
当霍斯从楼梯上离开他在柏林的办公室时，他停下来反复呕吐，并凝视着大楼走廊的黑暗。现在，一群清洁工正在打扫奥斯威辛-比克瑙国家博物馆。回到1943年，霍斯继续下楼。

## 演员
- 桑德拉·惠勒 饰 海德薇·霍斯（Hedwig Höß）[9]
- 克里斯蒂安·弗里德尔（英语：Christian Friedel） 饰 鲁道夫·霍斯
- 美杜莎·克诺夫（Medusa Knopf）饰 埃尔弗里达（Elfriede）
- 丹尼尔·霍尔兹伯格（德语：Daniel Holzberg） 饰 杰哈德·毛哈（Gerhard Maurer）
- 萨沙·马兹（德语：Sascha Maaz） 饰 亚瑟·利贝亨舍尔（Arthur Liebehenschel）
- 马克西米利安·贝克（德语：Maximilian Beck (Schauspieler, 1995)） 饰 施瓦泽（Schwarzer）
- 沃尔夫冈·兰普尔（Wolfgang Lampl）饰 汉斯·伯格（Hans Burger）
- 约翰·卡特豪斯（Johann Karthaus）饰 克劳斯（Claus）[10]
- 拉尔夫·赫福特（德语：Ralph Herforth） 饰 奥斯瓦尔德·波尔（Oswald Pohl）
- 芙蕾雅·克鲁茨卡姆（Freya Kreutzkam）饰 埃莉诺·波尔（Eleanor Pohl）
- 莉莉·福克（Lilli Falk）饰 海德特劳特（Heidetraut）
- 内勒·阿伦斯迈尔（Nele Ahrensmeier）饰 英格-布里吉特（Inge-Brigitt）

## 制作

### 开发
上一部电影《皮囊之下》的工作结束后，导演格拉泽专门花两年时间阅读大量材料。后来去奥斯维辛集中营的探访时候，格拉泽被指挥官鲁道夫·霍斯的住所深深打动，随即与奥斯维辛集中营博物馆等机构合作，获得了查阅档案的特别许可，从档案中查到集中营幸存者及霍斯家佣人的证词。格拉泽将这些零碎的证词拼凑起来，渐渐塑造了奥斯维辛集中营相关人物的详细画像。有别于原著小说所使用的假名，格拉泽在电影中直接用原名提及事件中的人物，以凸显真实性。剧组采用了特殊做法，工作人员在拍摄期间要远离片场，给演员即兴发挥塑造空间，同时用隐晦的方式展示暴力场面，塑造出一部没有暴力画面的电影，以呈现“不那么剥削人的观感”。格拉泽于2019年确认项目正在开发中，由A24和第四台制片公司共同投资及制片。

### 拍摄
主体拍摄于2021年夏季在奥斯维辛集中营启动，2022年1月移师耶萊尼亞古拉。整部电影在波兰和德国拍摄。

## 发行
电影入选第76屆坎城影展主竞赛单元，参与金棕榈奖角逐。在2023年5月19日举行的全球首映礼上，全场观众起立鼓掌6分钟。

## 迴響

### 专业评价
评论聚合网站烂番茄给出了93%新鮮度（330条评论），平均得分8.7/10。网站共识写道：“《夢想集中營》冷静审视了可怕罪行共犯的平凡一面，从而让我们冷眼看待不可饶恕暴行背后的世俗元素。”Metacritic給出92/100的平均分（58条评论），表示普遍好评。
《泰晤士报》的凱爾·馬厄称赞电影具有“里程碑意义，非常重要，不畏惧别样的观点”。荷里活報道的大卫·罗尼（David Rooney）认为电影是一部“与众不同、极具破坏力的犹太人大屠杀剧情片，（导演詹姆斯·格拉泽）通过精准控制色调及视觉叙事呈现惊人效果”。《爱尔兰时报》的唐纳德·克拉克（Donald Clarke）认为格拉泽可能会因用正经手法处理敏感材料惹上麻烦。而如果非要说是什么样的那种正经手法，那就是自我强加的自制力，以及完全缺乏的感性元素，而这也恰恰证明了格拉泽非常尊重这个话题。《金融时报》的拉斐尔·亚伯拉罕（Raphael Abraham）认为格拉泽所呈现的东西远远不只是让可怕的东西变得平常，而是将极为不人道的事情变得平常化，让我们重新认识当中的真正可怕之处。《国际银幕》的乔纳森·罗姆尼（Jonathan Romney）认为电影“避开虚假的修辞，为观众留下作出想象及情感反应的最大空间。”独立一线的大卫·埃里希（David Ehrlich）认为格拉泽的镜头为电影注入了平淡无奇的元素，而这部电影本身因为缺乏剧情而令人深恶痛绝。《每日电讯报》的罗比·科林认为：“在煞费苦心的画面和声音设计驱动下，电影的恐怖感啃噬着每一个镜头的边缘。”《衛報》的彼得·布拉德肖认为电影是一部具有艺术性的电影，尽管可能无法完全控制本身所存在恶趣味（故意的）。
另一方面，意大利影评人大卫·阿贝茨夏尼（Davide Abbatescianni）的评价则不那么正面，批评电影制作精良但单调乏味，气氛令人不安，演员表现没能给电影所呈现的概念带来影响，整部电影缺乏变化，两个小时都是平平无奇。德国影评人汉斯-乔治·罗德克表示：“有一个首要的问题是《利益区域》未能回答的：这部电影很无知吗？显然不是。是基于种族歧视及民族主义错觉，在意识层面认可这件事吗？我相信绝对是。在被人视为威胁的情况下，电影是不是仍渴望田园牧歌？这就毋庸置疑了。其实电影有很多解释这些问题的机会，只不过约翰森·格拉泽不感兴趣。格拉泽用一种比我们看过的大屠杀题材电影更压抑的方式，来呈现这个情况，用一个花园来集中呈现一个什么都不想知道的国家的态度。”

### 獎項
其他獎項請見《利益区域》獲獎與提名列表。
| 大奖         | 颁奖日期      | 奖项              | 获得者                | 结果 | 参考   |
| ------------ | ------------- | ----------------- | --------------------- | ---- | ------ |
| 坎城影展     | 2023年5月27日 | 金棕榈奖          | 乔纳森·格雷泽         | 提名 | [ 19 ] |
| 坎城影展     | 2023年5月27日 | 评审团大獎        | 乔纳森·格雷泽         | 獲獎 | [ 33 ] |
| 坎城影展     | 2023年5月27日 | 費比西獎          | 乔纳森·格雷泽         | 獲獎 | [ 34 ] |
| 坎城影展     | 2023年5月27日 | 原声带奖          | 米卡·李维             | 獲獎 |        |
| 坎城影展     | 2023年5月27日 | CST艺术技术人员奖 | 強尼·伯恩             | 獲獎 | [ 35 ] |
| 奧斯卡金像獎 | 2024年3月10日 | 最佳影片          | 《夢想集中營》        | 提名 |        |
| 奧斯卡金像獎 | 2024年3月10日 | 最佳导演          | 強納森·葛雷澤         | 提名 |        |
| 奧斯卡金像獎 | 2024年3月10日 | 最佳改編劇本      | 《夢想集中營》        | 提名 |        |
| 奧斯卡金像獎 | 2024年3月10日 | 最佳國際影片      | 《夢想集中營》        | 獲獎 | [ 36 ] |
| 奧斯卡金像獎 | 2024年3月10日 | 最佳音效          | 強尼·伯恩 塔恩·維勒斯 | 獲獎 | [ 37 ] |

## 外部鏈接
- 互联网电影数据库（IMDb）上《利益区域》的资料（英文）
- Box Office Mojo上《利益区域》的资料（英文）
- 爛番茄上《利益区域》的資料（英文）
- Metacritic上《利益区域》的資料（英文）
- 豆瓣电影上《利益区域》的資料 （简体中文）
- 时光网上《利益区域》的資料（简体中文）
- 開眼電影網上《利益区域》的資料（繁體中文）